# دوغ والتون
دوغ والتون (بالإنجليزية: Doug Walton)‏ (9 أبريل 1927 في أستراليا - 18 فبراير 2001 في أستراليا) هو لاعب كريكت أسترالي. لعب مع فريق تسمانيا للكريكت.

## وصلات خارجية
- دوغ والتون على موقع إي آس بي آن كريك إنفو (الإنجليزية)